# Eleonora Gonzaga (1598-1655)
Eleonora Gonzaga (Mantua, 23 september 1598 – Wenen, 27 juni 1655) was prinses van Mantua. Ze was een dochter van hertog Vincenzo I Gonzaga van Mantua en Monferrato en diens tweede vrouw Eleonora de' Medici.
Zij stond in haar tijd bekend om haar schoonheid. Op 4 februari 1622 huwde zij te Innsbruck met keizer Ferdinand II van het Heilige Roomse Rijk (1578 – 1637). Dit huwelijk bleef kinderloos, maar ze werd wel stiefmoeder van zijn vier overlevende kinderen uit zijn eerdere huwelijk met Maria Anna van Beieren (1551-1608), waaronder de latere keizer Ferdinand III.
Eleonora stichtte karmelieter kloosters te Graz en Wenen.
- Gemeinsame Normdatei: 104086491
- International Standard Name Identifier: 0000 0000 5528 1349
- Nationale Bibliotheek van Tsjechië: jn20011211007
- Nationale Bibliotheek van Polen: a0000003645621
- LIBRIS: 212851
- Système universitaire de documentation: 196259037
- Virtual International Authority File: 34431217
- WorldCat: E39PBJgCKqfxxMwbwWgTbM8V4q